# サウナぼっち。
『サウナぼっち。』は、2021年5月から8月まで毎週土曜（金曜深夜）にRCC中国放送で放送された日本のミニテレビドラマ。伊東平アナウンサー主演。全12回。

## 概要
RCC中国放送でドラマ25『サ道 シーズン1』放送の後に続けて放送された10分ミニドラマで、第三次サウナブームを受けて制作されたサウナ特化型ドラマである。伊東平アナウンサーが本人役として主演し、広島県近郊のサウナ施設を訪れサウナを堪能する。

## 出演
- 伊東平RCCアナウンサー 主演
- 渕上沙紀RCCアナウンサー（2・4）
- 田村友里RCCアナウンサー（2）

サウナ専門ラジオ番組「ラジオ37」
- 室蒸ジュー太(一文字弥太郎)
- ととのえ親方（松尾大）（1・2・3・4）
- 朝山正悟（5・6）
- 酒井健太（アルコ&ピース）（7・8・10）
- 井上祐貴（9）

語り
- 伊東平RCCアナウンサー

ナレーション
- 田村友里RCCアナウンサー

## スタッフ
- 総合演出：田原史基
- プロデューサー：高木美鈴
- オーディオディレクター：黒元敬太
- 脚本：名切勝則
- 照明：遠藤貴士、宮本学知
- 録音：遠藤貴士

## 放送日程
| 各話 | 放送日        | サブタイトル                                  |                                        |
| ---- | ------------- | --------------------------------------------- | -------------------------------------- |
| #1   | 2021年5月28日 | 「ととのい」へと誘う謎のラジオ                | ニュージャパンEX（※男性専用）          |
| #2   | 2021年6月4日  | ようこそ、深淵なるサウナの世界へ              | ニュージャパンEX（※男性専用）          |
| #3   | 2021年6月11日 | 水風呂を制する者は女心も制す！？（パート1）   | 亀の家（広島パシフィックホテル）       |
| #4   | 2021年6月18日 | 水風呂を制する者は女心も制す！？（パート2）   | 亀の家（広島パシフィックホテル）       |
| #5   | 2021年6月25日 | 昭和でととのう！？古き良き銭湯探訪（パート1） | いなり湯                               |
| #6   | 2021年7月2日  | 昭和でととのう！？古き良き銭湯探訪（パート2） | いなり湯                               |
| #7   | 2021年7月9日  | 福山的ハード熱波でととのう（パート1）         | カプセル＆サウナ日本                   |
| #8   | 2021年7月16日 | 福山的ハード熱波でととのう（パート2）         | カプセル＆サウナ日本                   |
| #9   | 2021年7月23日 | 雄大な自然とテントサウナでととのう（パート1） | 湯来リバーサウナ                       |
| #10  | 2021年8月6日  | 雄大な自然とテントサウナでととのう（パート2） | 湯来リバーサウナ                       |
| #11  | 2021年8月13日 | サウナのルーツ！？蒸し風呂の不思議            | 洞窟蒸し風呂「江戸風呂」（浦の仙酔島） |
| #12  | 2021年8月20日 | こちら周波数37kHz                             | ニュージャパンEX（※男性専用）          |

## ラジオ37
- RCCテレビ公式YOUTUBEチャンネルで『ラジオ37』（2021年）を配信。

1. ととのえ親方が語るサウナの魅力（2021年5月29日[3]）
2. ととのえ親方流、サウナ入浴法（2021年6月5日）
3. ととのえ親方が語る水風呂の神秘（2021年6月25日）
4. 朝山選手が語るサウナの魅力（2021年7月2日）
5. サウナー芸人、酒井健太のサ活トーク（2021年7月10日）

## サウナぼっち。番外編　東京サ察旅2022
ナレーション：田村友里アナウンサー
1. 最新の個室サウナタワーへ（2022年7月28日、RCCテレビ）
2. 革命的街の銭湯へ（2022年8月4日、RCCテレビ）
3. 都内最古のサウナ施設へ（2022年8月11日、RCCテレビ）

### 出演
- 伊東平
- 菜乃花
- 酒井健太

## サウナぼっち。 私とサウナと熱波師と
続編として2022年9月から毎週木曜（水曜深夜）に放送。主演は前作に引き続き伊東平RCCアナウンサー。

### 出演
- 伊東平
- 菜乃花
- 松田悟志
- 加藤理恵
- 酒井健太
- 高山璃子
- ととのえ親方
- 五塔熱子
- 天空りょうま
- ナレーション：田村友里RCCアナウンサー
- 主題歌：odol「独り」

## 備考
- 『サウナぼっち。 私とサウナと熱波師と』放送にあたり、TVerで1stシーズンと番外編も2022年10月17日まで期間限定再配信された。
- 2ndシーズンのオープニングでは、2022年2月18日に死去した室蒸ジュー太役の一文字弥太郎（本名の名切勝則名義で脚本も担当）への追悼として「故 一文字弥太郎に捧ぐ」のテロップが表示された。